# Ciprus (sziget)
Ciprus a Földközi-tenger harmadik legnagyobb szigete, területe 9251 km². A Földközi-tenger keleti medencéjében található, Törökországtól kb. 70 km-re délre, Szíriától kb. 100 km-re nyugatra.
A szigeten a Ciprusi Köztársaság fekszik, amelynek 37%-át Törökország 1974 óta megszállva tartja, és ott 1983 óta az Észak-ciprusi Török Köztársaság nevű bábállam működik. Területén található még két brit támaszpont, Akrotíri és Dekélia, amelyek nem állnak a Ciprusi Köztársaság fennhatósága alatt, hanem az Egyesült Királyság független katonai bázisai.

## Földrajz

### Domborzat
A sziget az ázsiai kontinentális talapzaton található, így földrajzi szempontból Ázsiához tartozik.
Felszínén két, nagyjából kelet-nyugati fekvésű hegylánc található: északon a partvonallal párhuzamosan fut a Kerínia-hegység, a sziget középső részén pedig a Tróodosz-hegység. Közöttük található a Mezaoria-síkság. Ciprus legmagasabb pontja, a Tróodoszban található Ólimbosz-hegy, amely 1951 méter magas.

### Éghajlat, hőmérséklet, vízrajz
A sziget mediterrán éghajlatú, forró, csapadékban szegény nyarak és enyhe, csapadékos telek jellemzik. A csapadék éves mennyisége átlagosan 480 milliméter, de az egyes területek között jelentős eltérés található: a hegyvidékeken 450 – 1100, a síkságokon és tengerparti területeken 300 – 350 milliméter. Hó az alföldeken ritka, jellemzően csak 1000 méter felett, a hegységekben esik december és április között – a Troódoszon akár síelésre alkalmas mennyiségben is.
A hőmérséklet a tengerszint feletti magasság szerint változik, a hegyekben alacsonyabb, az alföldeken magasabb. Az átlagos hőmérséklet januárban 10, júliusban 35 °C. Az eddig mért legmagasabb hőmérséklet 45,6 °C volt, amelyet 2010 augusztus 1-jén mértek.
A sziget jelentős folyóval nem rendelkezik, leghosszabb a 96 km hosszú Pedieosz folyó. A téli időszakban hulló jelentősebb mennyiségű csapadék széles medreken keresztül jut el az ország belső területein található hegyekből a tengerbe. Ezek a természetes medrek a nyári időszakban szárazon állnak. Az esőzésekből származó vizet a szigeten igyekeznek tározókba terelni, hogy a száraz időszakokban ezek segítségével csökkentsék a vízhiányt.

## Történelem

### Az írásos emlékeket megelőző idők

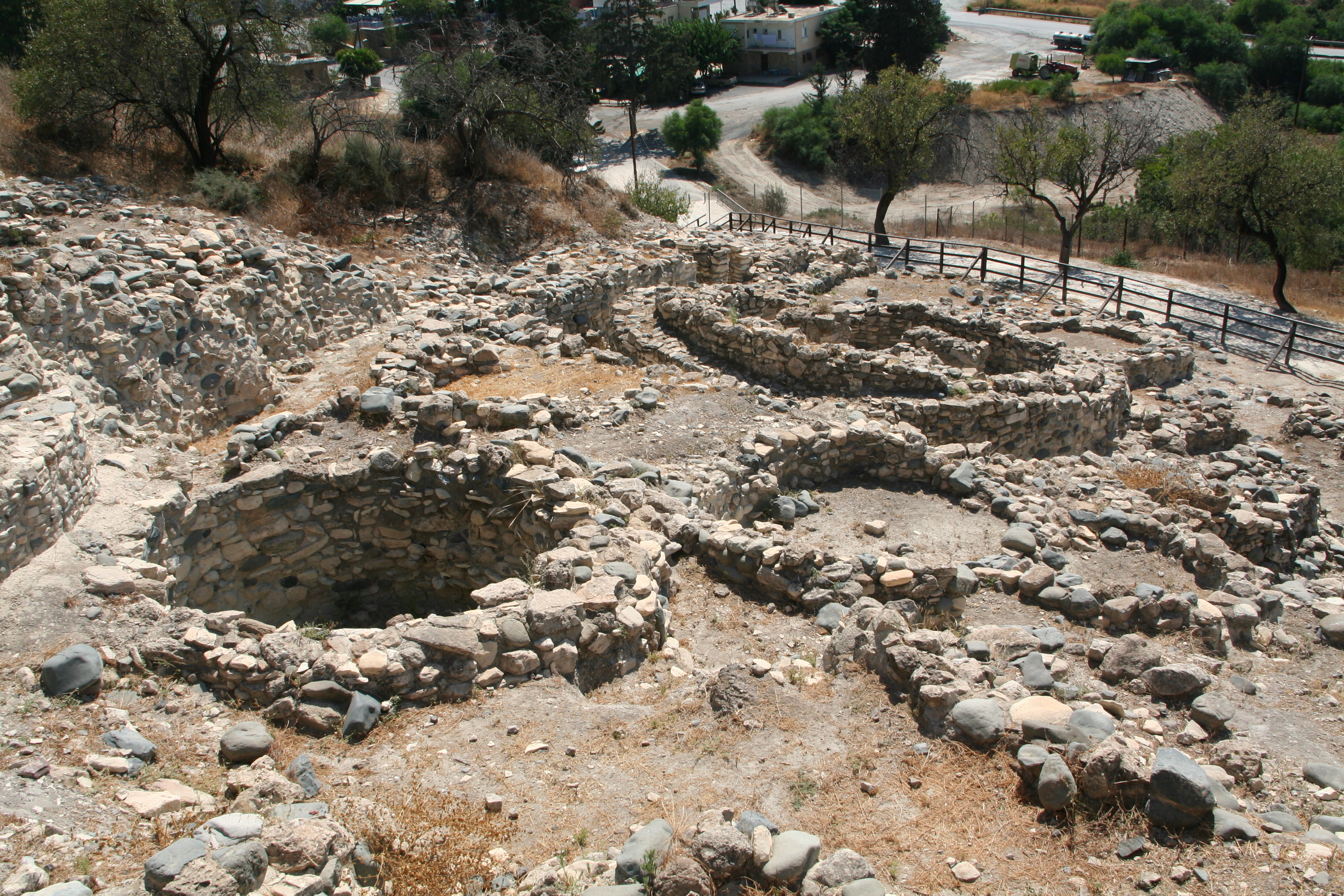
Kőkori épületek maradványai a világörökség részét képező Kirokitia feltárási területen.

Régészeti kutatások szerint már az újkőkorszakban, Krisztus előtt 9000–10 000 évvel is léteztek települések a szigeten. Egy feltárt temetkezési hely arról híres, hogy az elhunyt mellé egy macskát temettek el: ez az ember és macska kapcsolatának legősibb bizonyítéka. A sziget lakói Krisztus előtt 6000 évvel már kőből és sárból épült, iglu formájú (alacsony, kör alakú, boltozatos) épületekben éltek egyrészt a tengerpart közeli területeken, másrészt a sziget belsejében, a vízfolyások közelében. Az épületmaradványokon, kő- és terrakotta tárgyakon mintázat található. A korszakból fennmaradt legfontosabb régészeti helyszínek Kirokitia, Fília, Ágiosz Epiktitosz, Erími, Kalavaszosz, illetve Szotiria. Ciprus az időszak kezdetén elszigetelt lehetett, ám később kereskedelmi kapcsolatok létesültek Kis-Ázsiával.

### Ókor
A sziget eredeti lakosságát „eteociprusi” néven illetik a ciprusi történelemmel foglalkozó források. Homérosz is utal rájuk mint nem-hellén nyelvűekre. E népesség, számos invázió és hódítás ellenére egészen a Kr. e. 4. századig fennmaradt a szigeten.
Az ókorban Ciprus sokat profitált az itt felfedezett rézbányákból, és a sziget nyelvileg is összefonódott a rézzel: sok nyelvben a fém megnevezése (cuprum, copper, cobre, купрум stb.) és a sziget neve között rokonság fedezhető fel. A rézbányák közelében a sziget lakói lakóházakat és – a külső támadásokkal szemben – kisebb erődítményeket építettek. A bronzkor során újabb népesség áramlott a szigetre: kutatások szerint a ciprusiak anatóliai, indoiráni népekkel kerültek ekkor rokonságba. A beáramlás a szigetlakók kultúrájában, szokásaiban is változásokat hozott. Ekkorra tehető a sziget nevének kialakulása is: a görög Küprosz név az akkád KPTR azaz kapturrūm (asszír kab/p-kûr-u(m)) szóra vezethető vissza, ami tárolóedényt vagy tárolóhelyiséget jelent. Ez a név a kereskedelemben, főleg a rézkereskedelemben betöltött szerepére utalhat az óasszír kereskedelem korában. Elképzelhető, hogy az anatóliai Kaptara település nevével is kapcsolatban van.
A korszak kezdetén a települések terjeszkedtek, a terület benépesült az északi tengerparton, illetve a belső területeken is. A korábbi iglu-szerű kunyhókat felváltották a belső falakkal több helyiségre osztott, négyszög-alaprajzú házak. Ezek alá az épületek alá már nem temetkeztek, a szigeten megjelentek a temetők, nekropoliszok. A lakosság a korábbi vadászó életformáról áttért a földművelésre.

#### A görögök és a föníciaiak megjelenése
Az ókorban a mükénéi kultúra majd az azt követő görög fennhatóság a szigetre is kiterjedt. A Kis-Ázsia déli partjain korábban már megtelepedett akhájok a Krisztus előtti II. évezred közepén jelentek meg a szigeten. Egyes feltételezések szerint ez a népmozgás összefügghetett a trójai háborúval. Ebben az időszakban a szigeten 7-10 önálló királyság (városállam) alakulhatott ki. A Kr. e. 12. századi forrásokban a következő városállamok létére találunk utalásokat:
- Alaszia (nem kizárt, hogy ezen a néven nem a sziget egy részét, hanem magát a szigetet emlegették, korábban a hettita szövegben Alašiyaš, az -iya képző területre utal),
- Szalamisz,
- Kítion,
- Marium,
- Szóli,
- Idalion,
- Akamasz,
- Kürénia (a mai Girne),
- Kurion.

A görög szárazföld és Ciprus kapcsolatára Homérosz is utal, illetve Aiszkhülosz Perzsák című művében említiSzalamisz görög szigetét, mint a Szalamisz nevű ciprusi város „anya városát”. Eszerint a Kr. e. ötödik században már köztudott volt, hogy több száz évvel korábban Ciprus görög betelepülés célpontja volt.
A görögök után több száz évvel, náluk kisebb számban a szír partok irányából jelentek meg a szigeten a föníciaiak. Településeik főként a tengerparton, a szigeten elszórtan alakultak ki (pl. Kítion, a mai Larnaka közelében, vagy Lapitosz a sziget északi partján). Míg a görög városok politikai migráció, terjeszkedés eredményei, a föníciai települések inkább kereskedelmi célból jöttek létre. A föníciaiak Ciprus ókori történetében fontos szerepet játszottak: például a későbbiekben, a perzsákkal, a görögök ellen kötött szövetségük révén.

#### Asszír uralom
Kr. e. 709-ben Ciprus az Asszír Birodalom fennhatósága alá került, amikor II. Sarrukín asszír király meghódította azt. A városállamok a körülbelül 40 éves asszír uralom idején függetlenségüket elvesztették ugyan, ám belső ügyeikre vonatkozó döntési jogkörüket megőrizték. Az asszír uralmat körülbelül egy évszázados függetlenség követte, amelynek az egyiptomiak érkezése vetett véget.

#### Egyiptomi fennhatóság
A szigetet elsőként II. Uahibré támadta meg hajóhadával, legyőzve a szigetet védő föníciai-ciprusi flottát. Ezt követően Ciprust II. Jahmesz fáraó hódította meg i. e. 560 körül. Az egyiptomi fennhatóságnak a perzsa birodalom megjelenése vetett véget a szigeten i. e. 545-ben.

#### Perzsa uralom
Ciprus Kr. e. 545-ben II. Kürosz fennhatósága alá került. A szigetre nem érkezett satrapa, a városok adót fizettek a Perzsa uralkodónak, hadsereget illetve flottát bocsátottak a rendelkezésére, ám megőrizték belső önállóságukat, saját pénzüket és diplomáciai szabadságukat. A ciprusiak komoly kereskedelmi kapcsolatokat építettek ki Ióniával, ami szintén perzsa uralom alatt állt. A kereskedelmi kapcsolatból katonai szövetség lett, amikor a perzsák ellen, Kr. e. 500-ban kitört ión felkeléshez csatlakoztak a ciprusiak is.
A görög–perzsa háborúk idején a két nagyhatalom összecsapásai a sziget körül – és a sziget birtoklásáért – folyamatosak voltak. A ión felkelés Cipruson kibontakozó küzdelmeinek vezetője Onészilosz lett, aki egyesítette a sziget királyságait a perzsák ellen. A perzsák hadjáratot indítottak a sziget ellen, és Kurion királyának árulása nyomán sikerrel leverték a lázadást. Ezután a ciprusi királyságok ismét adót fizettek a Perzsa Birodalomnak, és kötelesek voltak hadsereget bocsátani rendelkezésére. Így vett részt 150 ciprusi hajó I. Xerxész görögök ellen indított hadjáratában Kr. e. 480-ban, bár a ciprusiak elkötelezettsége a görögök elleni perzsa hadjárat során erősen megkérdőjelezhető volt. Xerxész hadjáratának bukása után a görögök törekedtek a perzsák Ciprusról való kiűzésére, számítva a ciprusiak támogatására a föníciai flotta semlegesítésében. Kr. e. 479 és 449 között a sziget görög befolyás alatt állt. A királyságok uralkodói székében annak megfelelően váltották egymást a perzsa- vagy görög-párti királyok, hogy épp melyik nagyhatalom felügyelte a területet.

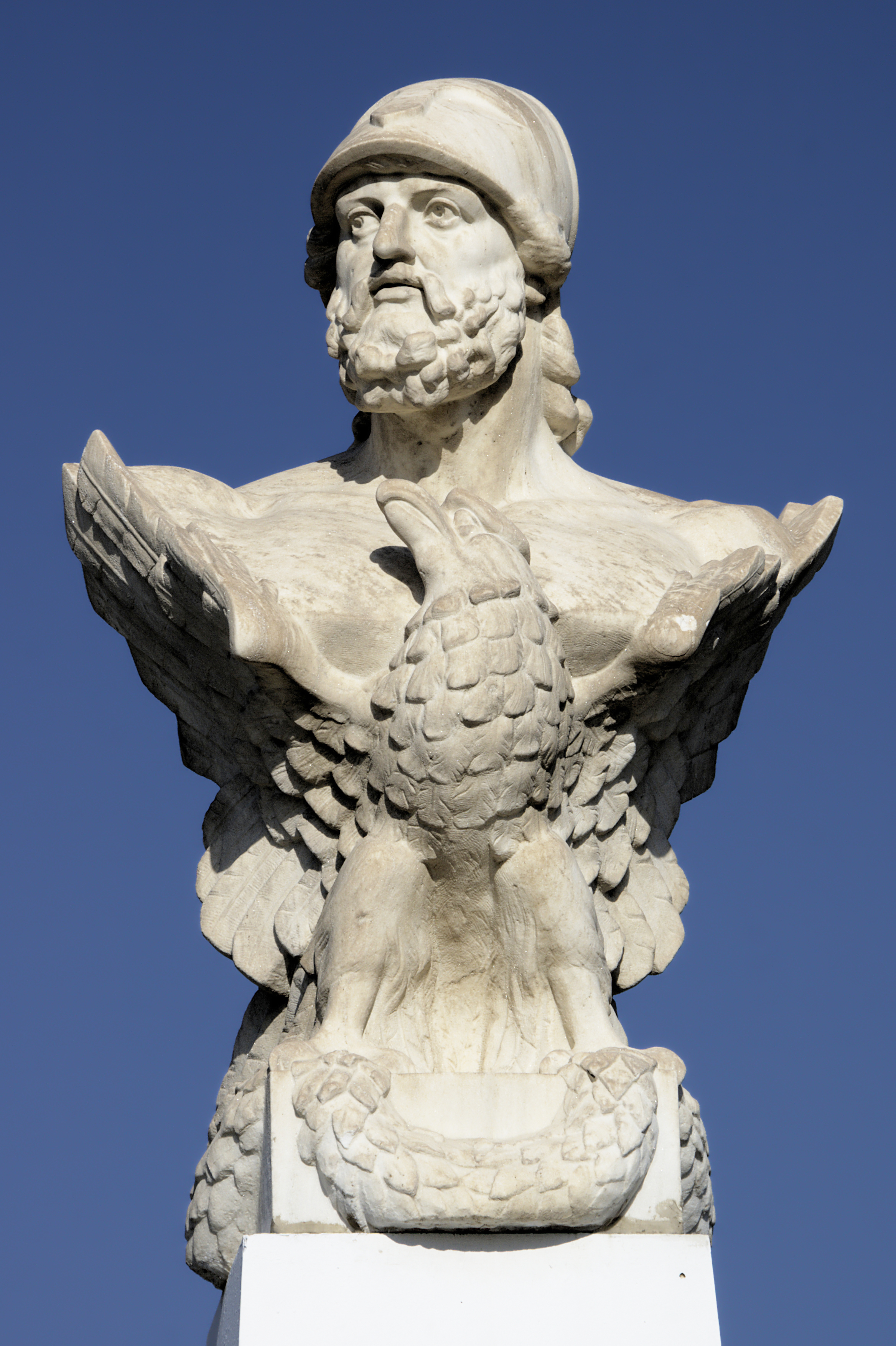
Kimón mellszobra Lárnakában

A perzsák elleni küzdelem egyik fontos szereplője volt Kimón, athéni hadvezér és államférfi. Kimón elsőként Kr. e. 456-ban érintette a szigetet, amikor Egyiptomba vonult, hogy az ottani, II. Inarosz líbiai király vezette perzsa ellenes lázadást támogassa, ám az elbukott. 450-ben ismét hadba indult Ciprusra a perzsák ellen, és felszabadította Mariumot, majd 449-ben megtámadta Kitiont is. A csata közben azonban betegség, vagy ellenséges támadás következtében meghalt. Halála után a görögök békét kötöttek I. Artaxerxész perzsa királlyal, és elhagyták a szigetet. A következő évtizedekben a sziget a perzsák fennhatósága alatt állt, akik a sziget lakói közül a velük szövetséges föníciai népességet támogatták.
A ciprusi királyságok legmeghatározóbbika ezt követően Szalamisz lett. A városállam egyik legfontosabb uralkodója Euagorasz volt, aki az athéniak támogatásával Kr. e. 411 körül megtámadta, és a helyiek támogatásával sikeresen megbuktatta Szalamisz királyát. Trónra kerülése után Szalamisz továbbra is fizette az adót a perzsa királynak. Ugyanakkor szoros kapcsolatokat ápolt Athénnal, és támogatta annak Spárta elleni küzdelmeit, cserébe számíthatott az athéniak támogatására a Perzsia ellen irányuló küzdelmei során. Amikor a spártaiak megverték az athéniakat az aigoszpotamoi csatában, Euagorasz menedéket adott Kónon athéni hadvezérnek, és megmaradt hajóinak. Az athéniak ezt követően a Perzsa Birodalommal szövetkeztek. Az egyesített perzsa-ciprusi-föníciai hajóhad – Kónon vezetésével – Kr. e. 394-ben, Knídosznál legyőzte a spártai flottát. Athénban szobrot emeltek Kónonnak és Euagorasznak, emellett a szalamiszi király korábbi athéni díszpolgári címét újabb szavazással erősítették meg.

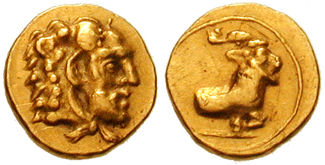
Euagoras uralkodása (Kr. e. 411-374) idején vert pénzérmék.

Euagorasz egyik fő célja Ciprus egységes állammá formálása, a városállamok legyőzése volt, ám a föníciai többségű Amathusz, Kition, és Szóli perzsa segítséggel szembeszállt vele, ami egy tíz éven át tartó háborúhoz vezetett a Perzsa Birodalommal (Kr. e. 390-380). (Euagorasz ekkor első ciprusi uralkodóként aranyból veretett érméket. Ez a perzsa király kiváltsága volt, azaz e lépéssel Euagorasz kifejezhette függetlenségét.) A kezdeti sikerek után Euagorasz nehéz helyzetbe került: Athén Kr. e. 386-ban békét kötött a perzsákkal, és elismerte a Ciprus feletti fennhatóságukat. Euagorasz új szövetségeseivel, az egyiptomi fáraóval, és az arab törzsekkel összefogva Kr. e. 382-ben elfoglalta a föníciaiak erősségét Türoszt, ám később vereséget szenvedtek, és a fáraó elhagyta a szövetséget. Euagorasz küzdelme így kilátástalanná vált: visszavonult Szalamisz falai közé, és kénytelen volt elismerni II. Artakhsaszjá perzsa királyt hűbérurának. Trónját haláláig megtartotta. Kr. e. 374-ben merénylet áldozata lett. A trónon fia, Nikoklész követte.

#### Nagy Sándor és a hellenisztikus korszak – Ptolemaida-dinasztia
A térség erőviszonyaiban alapvető változás következett be Nagy Sándor hódításaival: a makedón uralkodó egyesítette birodalmában a görög városállamokat, és meghódította Perzsiát is. A küzdelmekben számos ciprusi vezér részt vett Nagy Sándort támogatva.

Ciprus ókori királyságai

Nagy Sándor uralma alatt a királyságok továbbra is megtarthatták függetlenségüket, noha az uralkodó a pénzverdéket saját céljai érdekében használta fel. A feltételezés szerint ekkor kilenc királyság létezhetett a szigeten:
- Szalamisz,
- Páfosz,
- Kurion,
- Lapitosz,
- Kürénia,
- Marium,
- Tamasszosz,
- Amathusz és
- Idalion.

A királyságok közül azonban több a szomszédos királyság fennhatósága alá kerülhetett, így a fentek közül valószínűleg csak Szalamisz és Páfosz számított erős államnak.
A Nagy Sándor halálát követő hatalmi harc megosztotta a sziget királyságait: Amathusz, Kítion, Lapitosz és Kürénia Antigonoszt támogatta, míg Szalamisz, Páfosz Szóli, Kurium és Márium Ptolemaioszt. A sziget végül Ptolemaiosz uralma alá került, aki Ciprus parancsnokává Nikokreon szalamiszi királyt nevezte ki, ám később bizalma megingott benne, ezért Nikokreon Kr. e. 311-ben öngyilkos lett. Ezzel a független ciprusi királyságok megszűntek, és kezdetét vette a Ptolemaida-dinasztia háromszáz éves ciprusi uralkodása.

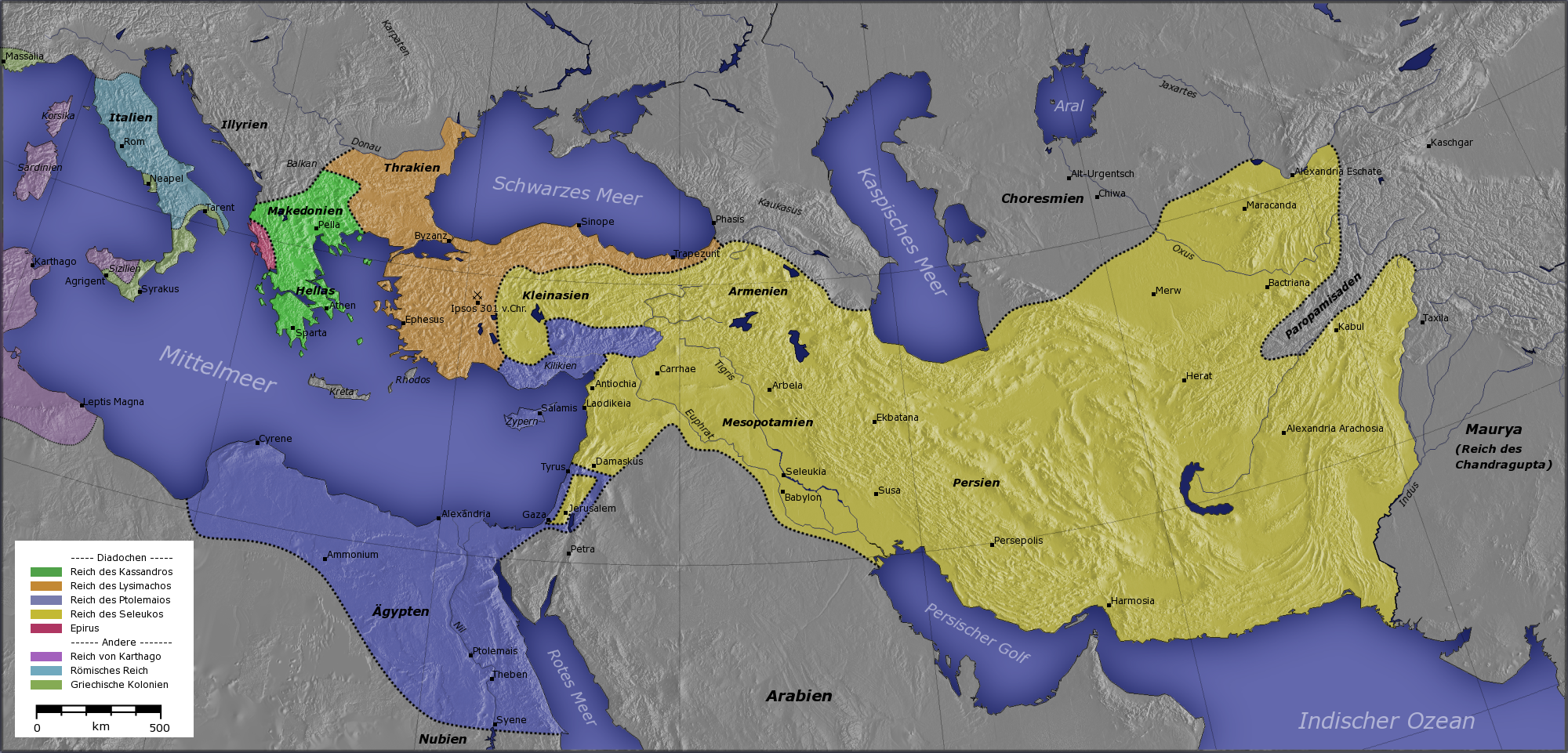
A hellenisztikus világ Nagy Sándor halála után

A sziget stratégiailag fontos volt az egyiptomi központú ptolemaida birodalom számára, amely katonai bázist tartott fenn itt. Ciprust az uralkodó által kinevezett stratégosz irányította, aki kormányzó, katonai parancsnok és vallási vezető is volt. A királyságok megszűntek, de a sziget viszonylagos önállóságot élvezett. Fővárosa eleinte Szalamisz, majd később a megerősödő Páfosz volt. A legnagyobb katonai fenyegetés a mai Szíria irányából, a Szeleukida Birodalom részéről érte a szigetet, de a két szeleukida támadás kudarcba fulladt egy új, ekkoriban felemelkedő birodalom, a Római Köztársaság közbeavatkozása miatt. Mivel Egyiptom Róma szövetségese és fő gabonaszállítója volt, a rómaiak kiálltak a ptolemaidák mellett: erejüket mutatja, hogy a második támadás során már figyelmeztetésük is meghátrálásra kényszerítette a támadókat.

#### Római uralom
Ciprus római megszállásának legfontosabb oka Róma megerősödése és a Ptolemaida Birodalom hanyatlása volt. A sziget megszállására Kr. e. 58-ban került sor, aminek során Ptolemaiosz öngyilkos lett. A megszállással az ifjabbik Catot bízta meg a szenátus, és ő lett Ciprus első római kormányzója. A sziget Cilicia et Cyprus római provincia része lett. A Caius Iulius Caesar halálát követő hatalmi harcok következményeként a sziget Kr. e. 37-ben ismét egyiptomi fennhatóság alá került, majd miután Augustus legyőzte Marcus Antoniust és Kleopátrát, a sziget ismét római provincia lett Cilicia részeként. Kr. e. 22-ben közigazgatását újraszervezték, és önálló provincia lett. A császár figyelmet fordított a szigetre: ezt jelzi, hogy amikor Kr. e. 15-ben egy földrengés elpusztította a páfoszi Aphrodité templomot, újjáépíttette azt.
Ciprus az első területek egyike volt, amit a Szentföldről kiinduló kereszténység elért. A szigeten élő zsidó közösséghez érkeztek az első, megkeresztelkedett zsidó hittérítők, így például Pál apostol, és a ciprusi születésű Barnabás. A két apostol eljutott a fővárosba, Páfoszba, ahol megtérítették a sziget római kormányzóját Sergius Paulust is. Barnabás később (Szent Márk társaságában) visszatért a szigetre és ő lett Szalamisz első püspöke. Őt tekintik a ciprusi ortodox egyház megalapítójának. A hagyomány szerint Szalamiszban szenvedett vértanúságot 61-ben, amikor a helyi zsidók megkövezték. 116-ban Szalamiszban zsidó felkelés tört ki, ami a szalamiszi görögség ellentámadását váltotta ki. Zsidók ettől kezdve a szigeten nem telepedhettek le. A kereszténység terjedése megállíthatatlan volt és az új hit néhány évszázad alatt dominánssá vált Cipruson.
A Római Császárság utolsó évtizedeiben kibontakozó belső harcokból Ciprus is kivette a részét. Nagy Konstantin a teljes birodalomért folytatott harca során, a birodalom keleti felét uraló Licinius császárral is szembe került, aki a 324-es ütközetben 30 ciprusi hajóra is számíthatott. Konstantin hatalma megszilárdítása után, 332-ben kormányzót nevezett ki a sziget élére Calocaerus személyében, ám ő független uralkodónak nyilvánította magát. Lázadását Konstantin féltestvére Flavius Iulius Dalmatius verte le. A 332-es földrengés romba döntötte Szalamiszt, Páfoszt és Kitiont is, és tíz évvel később a katasztrófa megismétlődött. Konstantin az első földrengés után Szalamisz újjáépítésére koncentrált, és Constantia néven ismét a város lett a sziget fővárosa és egyben érseki székhelye.

### Középkor

#### Bizánci fennhatóság
Amikor a Római Birodalom 395-ben keleti és nyugati részre szakadt, Ciprus a Keletrómai Birodalom, későbbi nevén a Bizánci Birodalom része lett. Az új birodalmi központ Konstantinápoly lett, és a következő közel másfél évezredben meghatározó befolyást gyakorolt Ciprus történelmére.

##### Arab betörések
A hetedik századtól kezdődően Ciprust több hullámban támadták az iszlám hitre tért, portyázó, és megerősödő arabok, akik legfőbb térségbeli ellenfelük, a Bizánci Birodalom ellen vonulva érintették Ciprust. Pusztításaik elsődleges célpontjai a keresztény templomok voltak, így a szigeten nincs ebből az időből, vagy korábbról fennmaradt templom. Fennmaradtak azonban mecsetek, így például a lárnakai Hala Sultan Tekke mecset és komplexum. Amellett, hogy Ciprus elszenvedője volt a támadásoknak, viszonylagos elszigeteltségének köszönhetően a környező területek (így például Szíria vagy Palesztina) keresztény lakói számára menedékül is szolgált az arab támadások ellen. 647 körül I. Muávija omajjád kalifa elfoglalta Constantiát, és feldúlta a szigetet. Végső célja Konstantinápoly elfoglalása volt, és az elkövetkező években több kísérletet tett a bizánci főváros elfoglalására, mindannyiszor végigdúlva Ciprust. Támadásai 678-ban értek véget, amikor megsemmisítő vereséget szenvedett, és békekötésre kényszerült IV. Kónsztantinosz bizánci császárral. A békét 685-ben, majd 688-ban II. Jusztinianosz bizánci császár megújította az arabokkal, majd 692-től a ciprusiakat a birodalom egy biztonságosabb, de távoli településére, a Márvány-tenger partján fekvő Nova Justiniana városába (a város mai neve Erdek) telepítette. A kényszerű távollétből azonban már a következő császár III. Tiberiosz idején, 698-ban visszatértek a sziget lakói. Ennek emlékét őrzi, hogy a sziget érsekét hivatalosan a mai napig a "Nova Justiniana és Ciprus érseke” cím illeti. Az arab támadók további öt nagyobb hulláma következett be a 9. század elejéig, az utolsó kettőt hulláma Hárún ar-Rasíd vezette. Az arabok a sziget sok lakóját (esetenként a sziget kormányzóját vagy érsekét is) rabként vitték magukkal a szigetről, vagy megölték. A túlélők a sziget belsőbb területeire menekültek. A betörések folytatódtak egészen 965-ig, amikor az arabok ellen sikeres hadjáratot indító II. Niképhorosz bizánci császár hadvezére Nikétasz Khalkutzész végleg megtisztította a szigetet az arab csapatoktól.

##### A bizánci fennhatóság helyreállítása és a keresztes háborúk kezdete
Az arabok kiűzése után a bizánci fennhatóság helyreállt ugyan, de kalandorok és portyázó hadseregek a szigetet a következő kétszáz évben több rajtaütés során újra és újra feldúlták. Ciprus megbízott vezetői a következő évszázadban két alkalommal is (1042-ben és 1092-ben) függetlennek nyilvánították magukat, de mindkét kísérletet leverte a bizánci császár. A keresztes háborúk idején Ciprus fontos szerepet játszott: fekvése miatt a bizánci hadak bázisul használták a mohamedánok elleni hadműveletek során. A nyolc keresztes hadjárat közül az első kettő lényegében nem érintette Ciprust. A keresztes hadjáratok során a nyugatiak befolyása megerősödött a szigeten. 1148-ban a velenceiek kereskedelmi jogokat kaptak a szigeten.1156-ban a Manuél császárral konfliktusba keveredő Renaud de Châtillon szállta meg a szigetet, kifosztva azt. Renaud később belátta, hogy helyzete kilátástalan és maga járult megbocsátásért esedezve a császár elé, aki egyebek mellett pénzbüntetés fizetésére kényszerítette. Ezt követően 1158-ban egy újabb arab betörés sújtotta a szigetet.

##### Komnénosz Izsák uralkodása és Oroszlánszívű Richárd hódítása

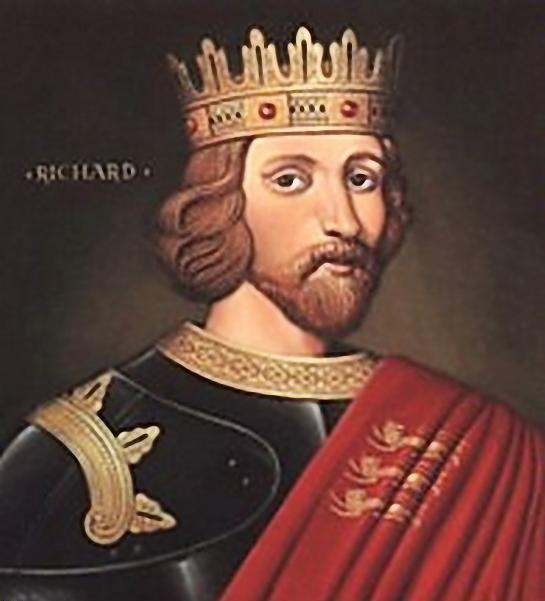
Oroszlánszívű Richárd

A 12. században I. Manuél bizánci császár unokaöccse, Komnénosz Izsák a birodalom meggyengülését kihasználva elfoglalta Ciprust, és a sziget uralkodójának nyilvánította magát. A sziget visszafoglalása nem járt sikerrel.
Izsák uralmának Oroszlánszívű Richárd angol király megjelenése vetett véget 1191-ben. Richárd hajóhadával a Szentföldre tartott, ám azt egy vihar szétszórta és az egyik hajó, amelyen a király jegyese Navarrai Berengária és a király húga Johanna Szicília királynéja is tartózkodott, kikötni kényszerült a mai Limassol közelében. Komnénosz Izsák ellenségesen fogadta a nyugati hölgyeket. Richárd is a helyszínre érkezett, de Izsák vele szemben is agresszívan lépett fel. Richárd kérését, hogy segítsen a Szentföld felszabadításában, szintén elutasította. Így Richárd partra szállt, és csapataival megszállta Limassolt. Izsák Famagustába, majd Nicosiába menekült. Richárd és Berengária Limassolban 1191. május 12-én házasságot kötött, majd az angol uralkodó Izsák nyomába eredt, és Nicosia közelében csatában legyőzte őt. Izsák fogságba esett és a Richárd a johanniták gondjaira bízta, akiknek foglyaként 1198-ban Szíriában hunyt el.
Richárd fellépésével Cipruson véget ért a bizánci uralom.

#### Ciprusi Királyság

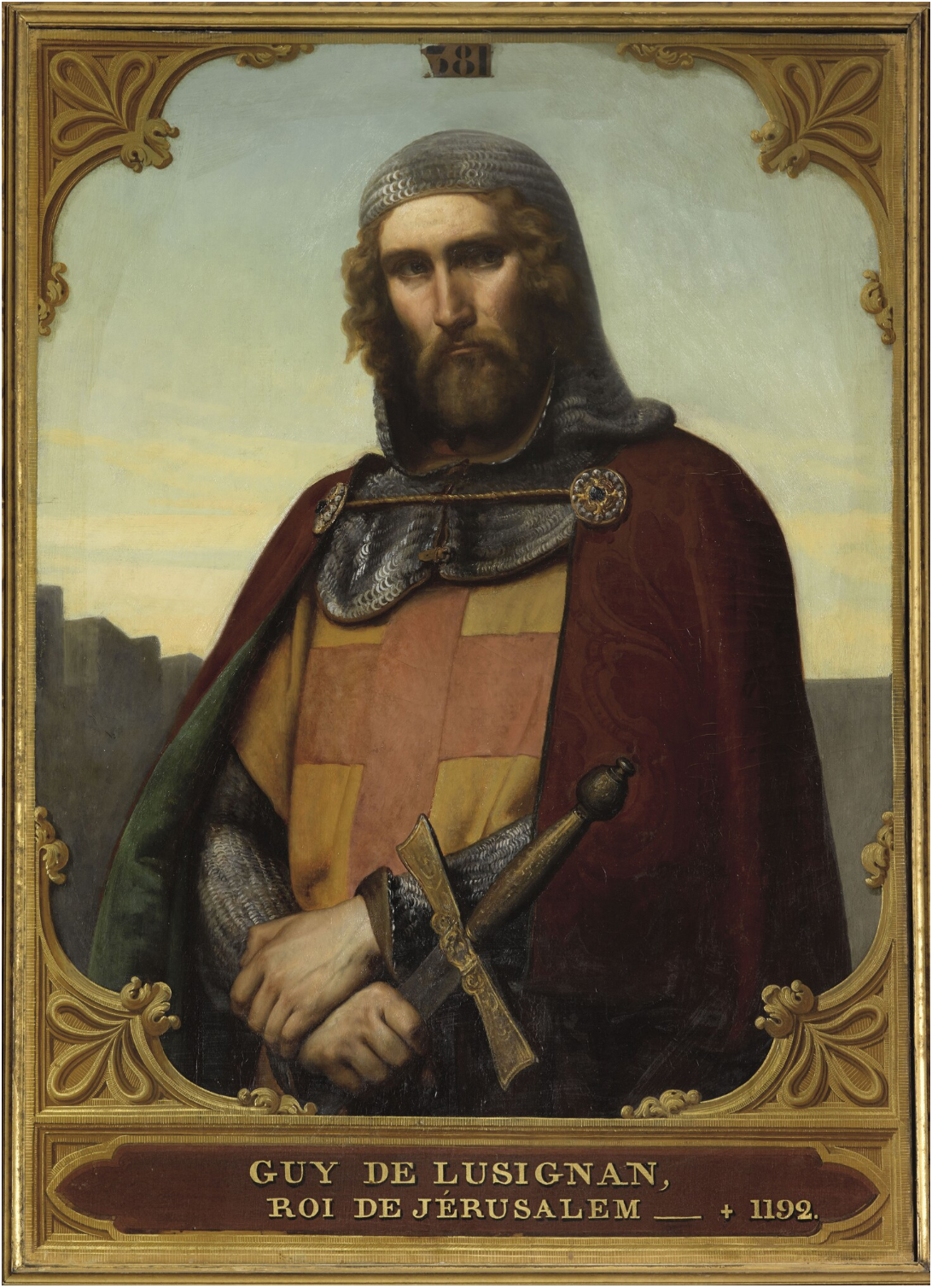
Lusignani Guidó, a Lusignan-ház megalapítója

A ciprusi jelenlét nem állt összhangban Richárd eredeti céljával, a Szentföld felszabadításával, ezért úgy döntött, hogy megszabadul a szigettől és eladta azt a templomos lovagrendnek. A templomosok ellen azonban a sziget lakossága fellázadt és Ciprus visszaszállt Richárdra, aki eladta azt Lusignani Guidó, jeruzsálemi királynak, aki – miután korábban a Szaladin egyiptomi szultánnal folytatott háborúban elveszítette a Jeruzsálemi Királyságot és vele trónját – ismét királynak tekinthette magát. Ő lett a ciprusi Lusignan-ház megalapítója, aminek tagjai 1474-ig uralkodtak a szigeten. Ő maga ugyanakkor nem viselhette a királyi címet, azt csak 1197-es halála után trónra lépő bátyja, Imre kapta meg IV. Henrik német-római császártól.
A Jeruzsálemi Királyság trónjáról Guidó 1192-ben lemondott, de 1268-ban III. Hugó ismét megszerezte azt, és ott fiai János, majd Henrik is követték. Noha Guidó lemondása után közel száz évvel, 1291-ben a királyságot elfoglalták a muzulmánok és Henrik végleg elveszítette azt, a Lusignan-uralkodók formálisan mindvégig viselték a „Jeruzsálemi király” címet. Királyi székhelyük Nicosiában volt, ám Jeruzsálem királyává hagyományosan Famagustában koronázták őket. Újabb közel száz évvel ezután, 1393-ban I. Jakab az Örmény királyság uralkodói posztját is megörökölte az utolsó örmény király, a szintén Lusignan V. Leó halálával. Így ettől kezdve a ciprusi Lusignan-királyok az „Örmény király” címet is viselték.
A frank uralkodók új közigazgatási rendszert alakítottak ki a szigeten: a nyugat-európai mintára felépülő feudalizmust, amelyben a frankok alkották a nemesi réteget, míg a sziget lakói jobbágysorba kerültek. A törvénykezés alapját az Assises de Jérusalem, a Jeruzsálemi Királyság törvényeinek vagy inkább jogi normáinak gyűjteménye adta.
A római katolikus frank nemesség igyekezett áttéríteni a sziget görög ortodox lakosságát. Ennek egyik eszköze a ciprusi ortodox egyház szervezeti átalakítása volt, aminek során egyházmegyéket vontak össze, a korábbi püspököket pedig lemondásra, vagy engedelmességre kényszerítették. Az áttérítési kísérlet során erőszakos cselekményekre is sor került. Ezek közül legismertebb talán a kantarai szerzetesközösség 13 tagjának mártírhalála akiket 1231-ben megégettek. 1260-ban IV. Sándor pápa bullát bocsátott ki Bulla Cypria címen, hogy ezzel újjászervezze Cipruson a katolikus egyházat és megerősítse annak vezető szerepét: rendelkezései szerint tilos volt új ortodox érseket választani az utolsó érsek halála után, sőt az ortodox papok megválasztását is engedélyhez kötötte. Eközben a szigeten katolikus székesegyházakat, templomokat és kolostorokat építettek. Ekkor épült a nicosiai Cathédrale Sainte Sophie, ami ma Selimiye mecsetként működik, a famagustai Szent Miklós katedrális, vagy az Abbaye de la Belle Paix apátság Kerínia közelében. Az erőszakos térítés a ciprusi ortodox egyház heves ellenállását váltotta ki, amiben a konstantinápolyi patriarchátus támogatására számíthatott.
A frank uralkodók ellen számos felkelésre került sor, ám ezek mindegyikét leverte a jól szervezett hadsereg. A Lusignan-uralkodók új erődöket építettek, illetve átépítették, megerősítették a bizánciak által az arab betörések ellen a Kerínia-hegységben emelt erődöket. Ezek közül a legfontosabbak Szent Hilárion, Buffavento, Kantara és Kerínia vára volt. Ezeket a várakat börtönként is használták, ám a híres panorámával rendelkező Szent Hilarion például a királyi család nyári rezidenciájául is szolgált.
IV. Hugó idején Famagusta kikötője komolyan felértékelődött, mivel a térség többi kikötője, muzulmán kézbe került. Számos nyugati állam kereskedői jelentek meg a szigeten, és a már jelenlévők is megerősödtek, így az 1208 óta kereskedelmi kolóniával rendelkező genovaiak, vagy az 1308 óta kereskedelmi kolóniával rendelkező velenceiek.

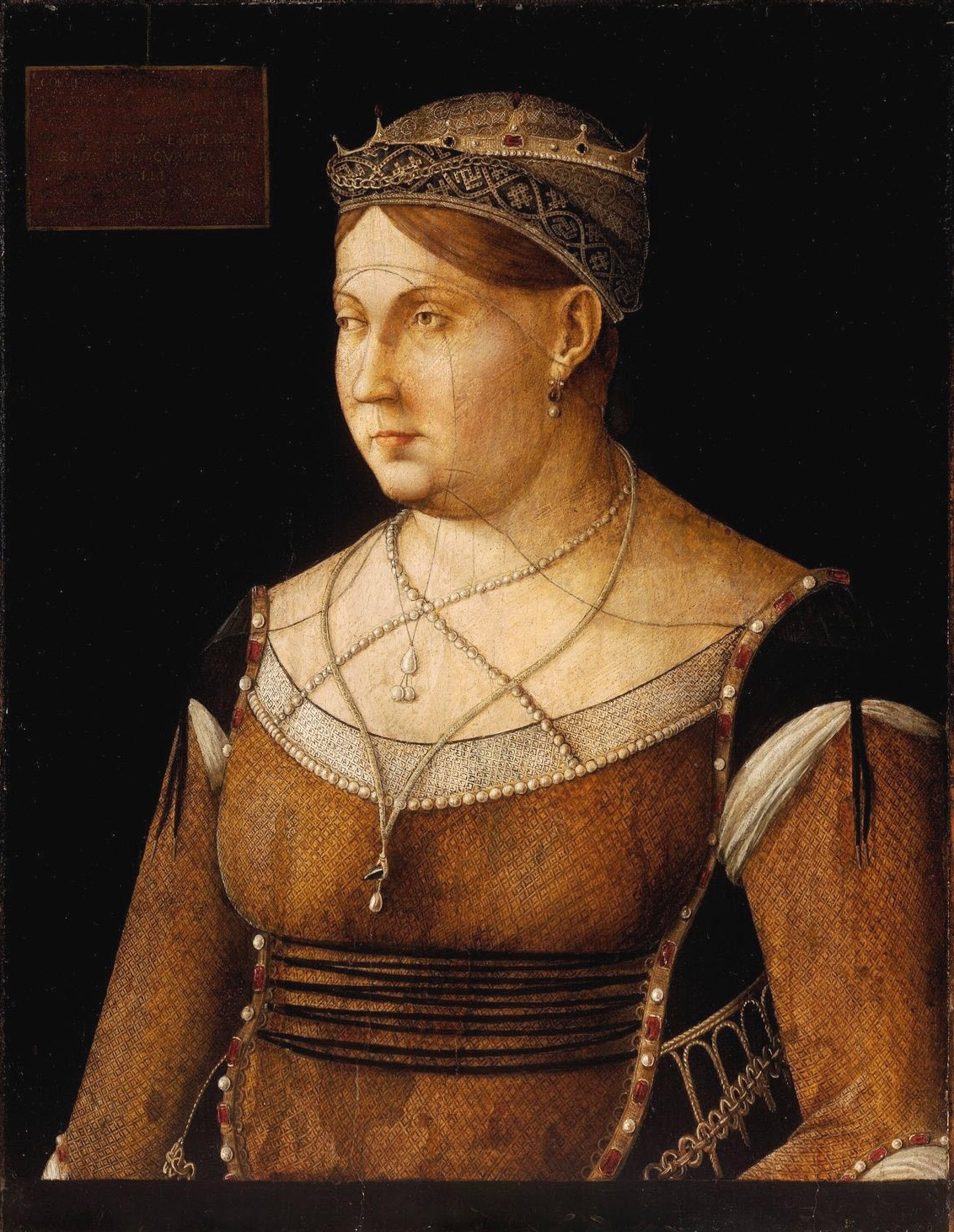
Cornaro Katalin ciprusi királynő, az utolsó Lusignan-uralkodó portréja. (A festmény Budapesten, a Szépművészeti Múzeumban látható.)

Ugyanekkor a térségben egyre komolyabb hatalmi tényezővé váltak a törökök is. I. Péter ciprusi király hamar felismerte a fenyegetést és európai szintű szövetséget igyekezett toborozni a törökök ellen: beutazta az európai királyi udvarokat, de nem sikerült összefogást életre hívnia, így egymaga kezdett a muzulmánok elleni háborúba Kis-Ázsiában és Egyiptomban. Noha sikerült részeredményeket elérnie (több erődöt elfoglalt és 1365-ben időlegesen megszállta Alexandriát is) nem tudott átfogó győzelmet aratni. 1369-es halálával a dinasztia hanyatlásnak indult: miközben a központi királyi hatalom meggyengült, a genovaiak és velenceiek egyre nyíltabban vetélkedtek egymással a sziget erőforrásaiért. Ez 1372-ben nyílt háborúhoz vezetett: II. Péter koronázása során Famagustában viszály, majd utcai harc tört ki, aminek nyomán Genova hajóhadat küldött és megszállta a várost. A fontos kereskedelmi központ kikerült a ciprusi király fennhatósága alól, helyét a királyságon belül Lárnaka vette át.
A királyi hatalom meggyengülését mutatja az is, hogy az Egyiptomból támadó Mamlúk Birodalom 1426-ban hatalmas vereséget mért a Ciprusi Királyságra. Maga Janus király is egyiptomi fogságba került és csak a mameluk szultán hűbérúrként való elismerése, váltságdíj és éves adó megfizetése fejében térhetett haza. Ez a hűbéri viszony a Lusignan-uralom hátralévő körülbelül 70 évére meg is maradt.
A következő két uralkodó – II. János majd lánya Sarolta királynő – időszakát (1432-1461) a sziget görög ortodox gyökereihez való visszatérés jellemezte. Saroltát 1461-ben egyiptomi segítséggel megbuktatta bátyja, Jakab és ezzel kezdetét vette a Lusignan-uralom összeomlása. Jakab szembefordult a genovaiakkal és támogatójával az egyiptomi szultánnal is. A velenceiekre támaszkodott, ami nem bizonyult helyes döntésnek: a királyt megmérgezték. Utódja Cornaro Katalintól született elsőszülött fia lett, III. Jakab néven, de még első születésnapja előtt pár nappal meghalt, így a király özvegye, Cornaro Katalin került a trónra. Uralma azonban már csak névleges volt: a velenceiek bábjaként uralkodott addig, amíg Sarolta – a II. Jakab által megbuktatott törvényes uralkodó – meg nem halt. Ezt követően a velenceieknek már nem volt szükségük rá és 1489. február 14-én lemondatták. Jogait a Velencei Köztársaságra ruházta: ezzel véget ért a Lusignan-dinasztia uralma Cipruson és vele megszűnt a Ciprusi Királyság is. A sziget Velence közvetlen irányítása alá került.

### Újkor

#### Velencei uralom

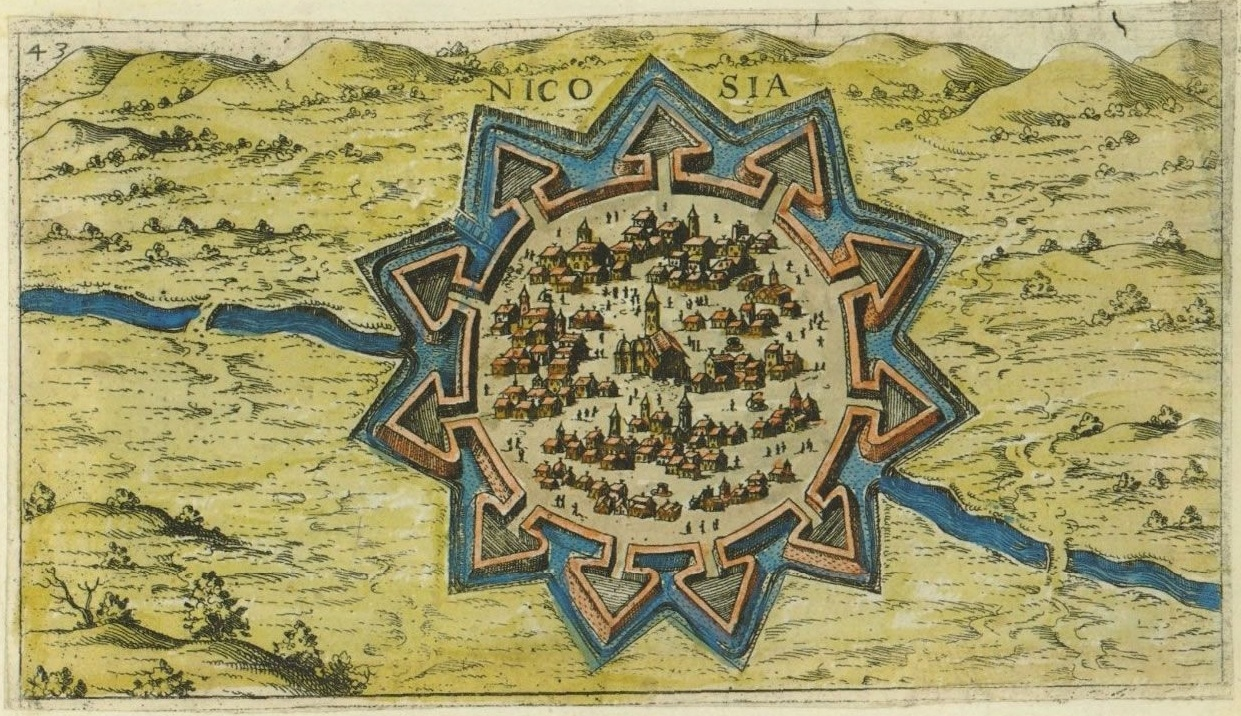
Nicosia térképe a velencei városfallal és a bástyákkal 1597-ből. (Giacomo Franco munkája)

A Velencei Köztársaság egyetlen célja az volt, hogy megvédje érdekekeit a Földközi-tenger keleti felében, így Cipruson a katonai célok felülírtak minden egyebet, és a velencei uralom szociális, kulturális, gazdasági szempontból nem tartozik a sziget legboldogabb korszakai közé. Ciprus továbbra is adót fizetett az egyiptomi Mamlúk Birodalom szultánjának, amíg azt 1517-ben be nem kebelezte a másik nagy térségbeli ellenfél, az Oszmán Birodalom. Ekkortól a velenceiek is nagyobb figyelmet fordítottak a sziget védelmi rendszerére: a meglévő védműveket fejlesztették, újakat hoztak létre és több katonát állomásoztattak a szigeten. Főként Limassol megerősítése és Nicosia várfalának átépítése tűnt szükségesnek. 1567-ben került sor a korábbi nicosiai városfal lerombolása és a ma is látható, 11 bástyával megerősített csillag alakú erődítmény felépítésére.
Nem sokkal a nicosiai erődítési munkálatok után a várt oszmán támadás be is következett: II. Szelim szultán 1570 nyarán indította meg azt. A sziget két legjobban megerősített városánál bontakozott ki komolyabb ellenállás: Nicosia négy hónapos ostrom után 1570. szeptember 9-én, Famagusta pedig 11 hónapos ostrom után a következő évben került megszállás alá. A sziget többi részét a törökök viszonylag akadálytalanul foglalták el. A két ostrom mindkét oldalon hatalmas véráldozatokkal járt és hatalmas vérfürdő követte őket. 1571-re a sziget az Oszmán Birodalom ellenőrzése alá került és ezzel kezdetét vette a 300 éves oszmán uralom.

#### Oszmán uralom

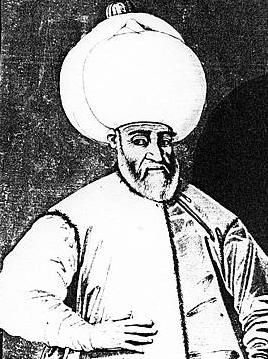
Lala Mustafa pasa nagyvezír, Ciprus első török kormányzója

Az oszmán uralommal a ciprusi ortodox egyház 300 év után ismét a sziget vezető egyháza lett. A ciprusi érsek visszatérhetett nicosiai hivatalába és a püspökök is újra elfoglalhatták székvárosaikat. A törököknek érdekében állt az ortodox egyház autonómiája, mivel az 1571-es – számukra katasztrofálisan végződött – lepantói csata után nem akartak a keresztesek számára ürügyet szolgáltatni a sziget megtámadására, illetve – a birodalom egyéb területeihez hasonlóan – a helyi vezető elitre bízták a közigazgatás egyes feladatait. 1660-tól a sziget politikai vezetőjének is elismerték az érseket.
A törökök új közigazgatást vezettek be. Ciprus élére egy pasa került, aki Nicosiából irányította a sziget ügyeit, munkáját két adminisztrátor is segítette, Páfoszból illetve Famagustából. A szigetet 17 adminisztratív egységre osztották, amelyek közül Nicosia a pasa közvetlen irányítása alatt állt. A 19. század elején közigazgatási reformra került sor. A páfoszi és famagusztai adminisztratív központokat megszüntették, a közigazgatási egységek számát 17-ről hatra csökkentették és a települések élére tanácsokat állítottak, amiknek tagjait a település vénei, fontosabb személyei közül nevezték ki.

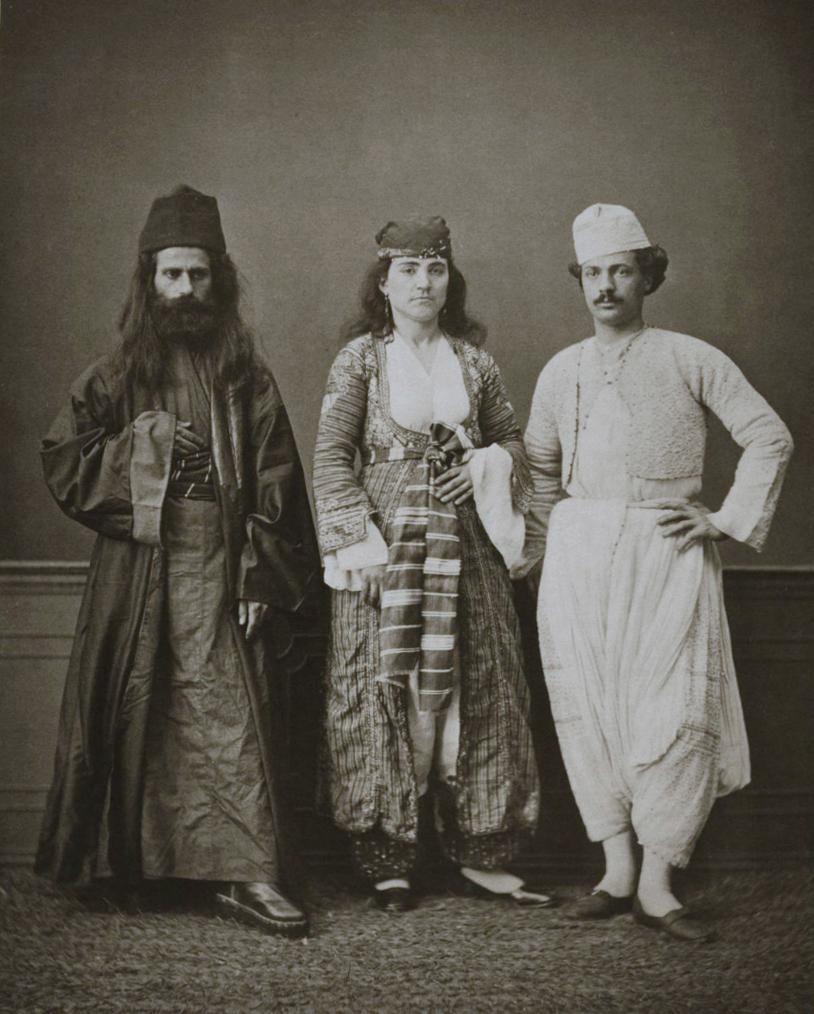
Tradicionális ciprusi viseletek 1873-ból (balról jobbra): görög szerzetes, keresztény nő és egy famagustai keresztény férfi.

A szigeten a török fennhatóság idején mindvégig fennmaradt a görög többség. A hódítás utáni években volt olyan terv, ami nagyszámú török betelepítését irányozta elő, de erre nem került sor. Noha a hódítás után Lala Mustafa számos janicsárja letelepedett, olyan mértékű beáramlásra nem került sor, ami megváltoztatta volna az etnikai arányokat. A sziget meghódítását követő összeírás 150 000 görög lakost talált a szigeten. Három évszázaddal később, az 1881-ben tartott az első brit népszámlálás 186 000 görög és 46 000 török lakosról számolt be.
Az igazságtalan és rossz oszmán közigazgatás ellen számos – törökök és görögök által egyaránt támogatott – sikertelen felkelésre került sor: így például 1680-ban és 1765-1766-ban. A sziget népességének helyzetét számos természeti csapás is nehezítette. (A 18. században például több földrengés volt, ami éhínséghez és a népességszám csökkenéséhez vezetett.)
A nacionalista mozgalmak európai megerősödésével az oszmán hatóságok és Ciprus görög népessége között is növekedni kezdett a feszültség. A 18. századtól kezdődően a törökök dragománokat neveztek ki, hogy a birodalom és nem muzulmán alattvalói közötti közvetítsen, közülük az egyik legnagyobb hatású, a később kivégzett Hadjigeorgakis Kornesios volt, aki Hriszantosz érsekkel közösen nagy figyelmet fordított a sziget kulturális fejlődésére. A következő érsek, Kiprianosz folytatta e tevékenységet és aktívan támogatta a Görögországban megszülető Filiki Eteria mozgalmat, amiért később ki is végezték.
A görög szabadságharc győzelme és a független Görögország 1830-as megszületése után megjelent a Ciprus és Görögország egyesülésére irányuló enózisz mozgalom. Eközben – a Szuezi-csatorna 1869-es megnyitása után – a Brit Birodalom igyekezett megerősíteni pozícióit a régióban, és így Ciprus stratégiailag értékessé vált. Az orosz-török háborúban nyújtott döntő segítségükért cserébe a britek megkapták Ciprus szigetét a meggyengült törököktől.

### Modern kor

#### Brit fennhatóság
A brit-török megállapodás értelmében Ciprus formálisan 1878 után is Törökország tulajdona maradt, amit a britek évi 92 000 fontért béreltek – igaz a kölcsönt nem közvetlenül Törökország kapta, hanem angol és francia hitelezői, az 1855-ben a Krími háború finanszírozására felvett hitel után.
1882-ben a britek Törvényhozó Tanácsot (Legislative Council) állítottak fel, amelyben a görög és török ciprióták képviselői mellett brit tagok és a sziget brit Főbiztosa (High Commissioner) kapott helyet. A görögök folyamatosan napirenden igyekeztek tartani az enozisz ügyét: a Tanács minden ülésén felszólaltak a sziget Görögországhoz csatolását kérve és a következő évtizedben többször is igen közel kerültek céljuk eléréséhez, de az sosem valósult meg.
1913-ban felmerült az enozisz lehetősége, amikor a britek a görög Kefalónia szigeten található Argosztóli kikötőéért cserébe átadták volna a görögöknek a szigetet, de a megállapodás nem jött létre.
A balkán háborúban számos ciprusi önkéntes harcolt a törökök ellen a görögök oldalán. Egy évvel később kitört az első világháború, amiben Törökország és a Brit birodalom ellentétes oldalra került, viszont Görögország eleinte nem vett részt. Ekkor merült fel ismét az enozisz esélye: 1915-ben a britek átengedték volna a szigetet, ha a görögök hadba lépnek Törökország ellen. Görögország azonban elutasította az ajánlatot. (1917-ben végül Görögország belépett a háborúba.) Ciprus így ismét nem egyesülhetett Görögországgal, ugyanakkor a Brit Birodalom annektálta a szigetet, megfosztva attól az ellenséges Törökországot. A háború után a Törvényhozó Tanács görög ciprióta tagjai Londonba utaztak, hogy az enoziszért folyamodjanak. Lloyd George brit miniszterelnök ígéretet tett az egyesítés megvalósítására, de ez ismét nem vált valóra.

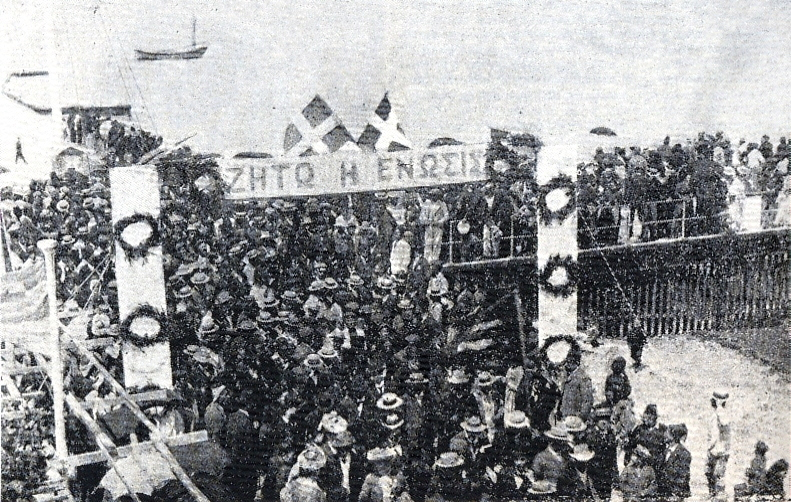
Ciprusi demonstráció az enozisz mellett az 1930-as években.

Az első világháborút követően az antanthatalmak az Oszmán Birodalom felosztásába kezdtek, ami ellen kibontakozott a sikeres török függetlenségi háború. A törökök kiharcolták a békeszerződés módosítását. Az új megállapodásban – a Lausanne-i békeszerződésben – Törökország más területekért cserébe végleg lemondott Ciprusról. 1925-ben a britek koronagyarmatukká nyilvánították a szigetet és ettől kezdve a sziget élén egy kormányzó (governor) állt.
A görög nacionalizmus végül 1933-ra felkelésig fokozódott, amelynek élén Kítion és Kerínia püspökei álltak. A felkelést a britek hamar elfojtották és a két püspök száműzetésbe került. Kirill érsek 1933-ban bekövetkezett halála után a britek nem engedélyezték új érsek megválasztását és számos intézkedést vezettek be amelyeknek célja a sziget „dehellenizálása” volt: az iskolák működését korlátozták és kontroll alá vonták, az ügyvédi tevékenységet pedig brit végzettséghez kötötték. A második világháború aztán a feszültségek csökkenését hozta, mivel a görögök és a britek ismét egy oldalon harcoltak. A háború után a britek a korlátozó intézkedéseket fel is oldották és a száműzöttek hazatérhettek.
A háborút követő időszakban a sziget görög lakossága folyamatosan ostromolta Londont, az enoziszra vonatkozó követelésével, de nem értek célt. 1950 januárjában a ciprusi ortodox egyház szervezésében még nem hivatalos népszavazást is tartottak, amelyen a görög ciprióták 95,71%-a a Görögországgal való egyesülésre szavazott. 1954-ben és 1955-ben a görög kormány az ENSZ elé terjesztette a kérdést, de nem sikerült többségi támogatást szereznie. A diplomáciai erőfeszítések mellett egyre gyakoribbak lettek a brit ellenes, enozisz-párti tüntetések, majd a britek 1954-ben ismét törvényi szigorításokat vezettek be.
A feszültség új szintet ért el, amikor 1955-ben Georgiasz Grivasz nyugalmazott tábornok vezetésével megalakult az EOKA nevű, görög ciprióta nacionalistákból álló ellenállási szervezet. Az EOKA hamar népszerű lett és a ciprusi ortodox egyház támogatását is élvezte. A britek jogi és rendőrségi eszközökkel igyekeztek letörni az egyre jobban megerősödő fegyveres szervezetet. III. Makáriosz érsek tárgyalásokat kezdett Ciprus brit kormányzójával, Sir John Hardinggal, de azok kudarcba fulladtak és 1956. március 9-én Makárioszt számos egyházi vezetővel együtt a Seychelle-szigetekre száműzték. Az EOKA számos támadást hajtott végre a brit adminisztráció és közintézmények ellen – még a sziget kormányzóját is megpróbálta megölni. Az EOKA 1959-ig harcolt a brit gyarmati függőség ellen. A britek kísérletet tettek egy kompromisszumos megállapodás létrehozására, de az álláspontok különbözősége miatt – a török ciprióták a sziget területi felosztását akarták – ez sikertelennek bizonyult.

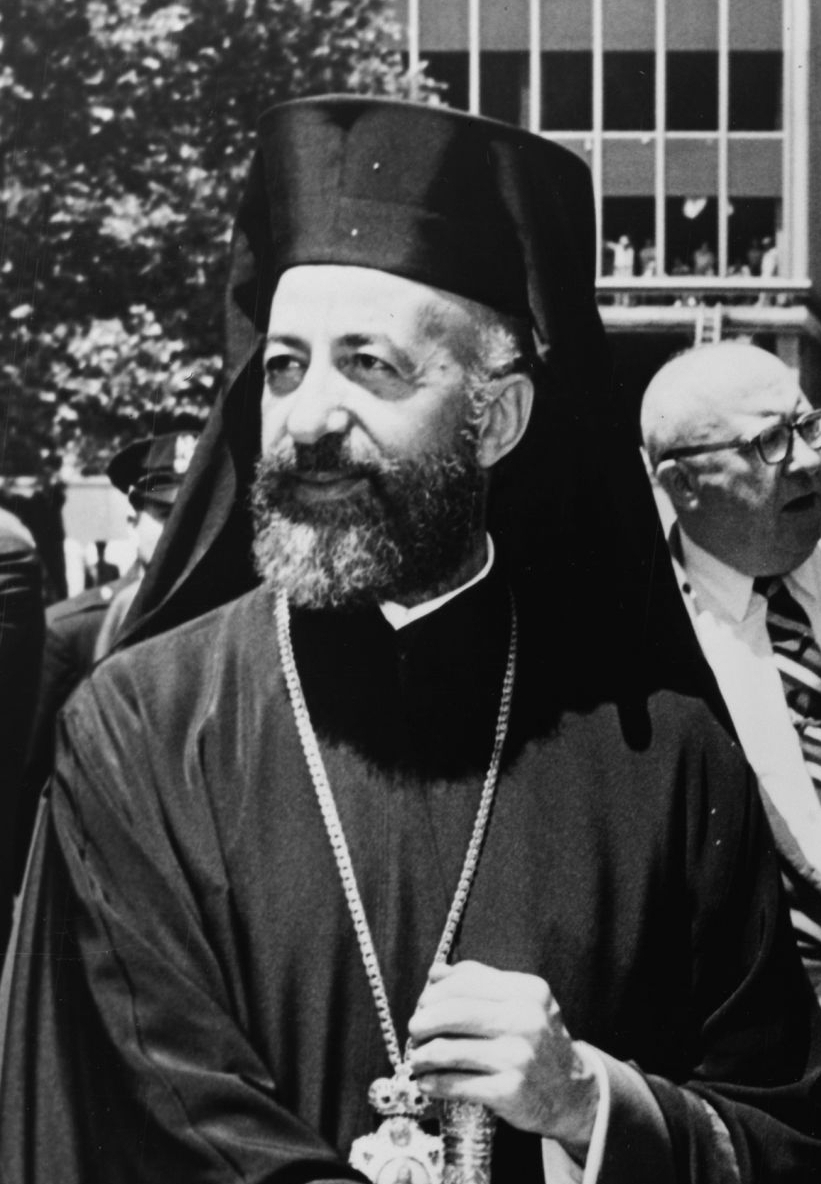
III. Makáriosz, Ciprus érseke és a Ciprusi Köztársaság első elnöke

A tárgyalások a következő évben eredményesebbnek bizonyultak: Dighenisz megegyezett a britekkel, hogy az EOKA felfüggeszti fegyveres akcióit, cserébe a britek ismét lazítottak a szigetet érintő szigorú jogszabályokon és Makáriosz elhagyhatta Nagy Britanniát, noha Ciprusra nem térhetett vissza – 1957 áprilisában Athénba utazott. A britek ugyanakkor továbbra is visszautasították, hogy az érseket a görög ciprióták képviselőjeként elfogadják és ez újabb erőszakhullámhoz vezetett. A britek ekkor egy új javaslattal, a MacMillan tervvel álltak elő az ENSZ-ben: eszerint a ciprusi kérdés rendezését hét évre felfüggesztették volna és ez alatt az időszak alatt Görögország és Törökország részt vett volna a sziget igazgatásában. A terv a görögök ellenállásán elbukott.
A következő évben azonban megszületett a megállapodás, ami elvezetett a független Ciprus megszületéséhez. 1959 elején Görögország és Törökország között közvetlen tárgyalások kezdődtek a sziget helyzetéről Zürichben és február 11-én sikerült egy olyan megállapodást kötniük, ami a britek számára is elfogadható volt. Ez alapján 1959. február 19-én Londonban, Nagy-Britannia, Görögország és Törökország miniszterelnökei, valamint Makáriosz érsek mint a görök ciprióták és Fazıl Küçük mint a török ciprióták képviselője, egyezményben nyilatkoztak Ciprus függetlenségéről és az új állam berendezkedésének szabályairól.
A sziget függetlenségét 1960. augusztus 16-án nyilvánították ki és ezzel megszületett a Ciprusi Köztársaság. Még ezen a napon Garancia egyezmény (Treaty of Guarantee) néven megállapodás született az új állam, illetve Görögország, Törökország és az Egyesült Királyság között Nicosiában. Ez felhatalmazta Görögországot és Törökországot is hogy meghatározott számú katonát állomásoztasson a szigeten, míg a britek megtarthatták Akrotíri és Dekélia nevű katonai támaszpontjaikat. A szerződés felhatalmazta a három hatalmat, hogy együtt, vagy külön-külön fellépjenek Ciprus új alkotmányos rendjének védelmében.
Az egyezmények értelmében a görög ciprióták lemondtak a sziget Görögországgal való egyesítésének tervéről az enóziszról, a török ciprióták pedig a sziget kettéosztásának tervéről. A új állam lakosságát két, etnikai alapon megállapított közösségre osztották: a görögöknek 70%-os, a törököknek 30%-os arányt biztosítottak a politikai hatalomban és a köztestületekben. A két közösség egymástól függetlenül választotta meg az ország tisztségviselőit: a görög ciprióták adták az ország elnökét, míg a török ciprióták az alelnököt. Mindkettőjüknek vétó joga volt a törvényeket illetően. A tízfős minisztertanácsba három főt delegált a török alelnök. A képviselőház – amelynek tagjait szintén egymástól függetlenül választotta a két közösség – nem változtathatott az ország alkotmányán csak akkor, ha azt mind a görög ciprióta, mind a török ciprióta képviselők kétharmada támogatta.
A Ciprusi Köztársaságot az ENSZ szeptember 20-án vette fel tagjai közé.

#### Ciprusi Köztársaság
Az első elnök III. Makáriosz érsek, az alelnök Fazıl Küçük lett. A görög ciprióták körében folyamatos elégedetlenséget váltott ki, hogy a török kisebbség számarányát meghaladó jogokhoz jutott az új államban. A török ciprióta alelnök vétójoggal rendelkezett, amit gyakran használt is, megbénítva ezzel a köztársaság működését. Ezért Makáriosz 1963-ban alkotmánymódosítási tervvel állt elő, amely egyebek mellett az alelnök jogkörét is érintette volna. A török ciprióták és Törökország elutasították a tervet. A szigeten számos áldozatot követelő zavargások törtek ki 1963 decemberében, és a két közösség fizikailag elszeparálódott egymástól. A sziget görög és török etnikuma között állandósultak a feszültségek és összetűzések, ezért a kérdés az ENSZ Biztonsági Tanácsa elé került, ami 1964. évi 186-os határozatában békefenntartók telepítését rendelte el a szigeten (United Nations Peacekeeping Force In Cyprus, UNFICYP).-
 Ez azonban nem akadályozta meg az erőszakot: 1964-ben és 1967-ben is összecsapásokra került sor a sziget különböző pontjain. A nemzetközi egyeztetések a sziget sorsáról folyamatosan zajlottak, ám éveken keresztül nem sikerült mindenki számára elfogadható megoldást találni.
1967-ben Görögországban a hadsereg államcsínyt hajtott végre. Grívasz tábornok 1971 őszén titokban visszatért a szigetre és létrehozta az EOKA B nevű szervezetet, aminek célja az enozisz kivívása lett volna. A ciprusi kormányt aggasztotta az EOKA B által elindított terrorhadjárat és a szervezet számos tagja börtönbe került. A Grívasszal szövetséges három püspök – Páfosz, Kition és Kerínia püspöke – 1973-ban felszólította Makárioszt, hogy mondjon le az elnöki posztról, mivel az összeférhetetlen az érseki tisztséggel. Makáriosz elutasította a követelést, amire válaszul a három püspök kinyilvánította, hogy nem tekintik érseknek többé. Makáriosz püspöki szinódust hívott össze, ami neki adott igazat és a három püspököt elmozdították pozíciójából. Grívasz 1974 januárjában meghalt, de az EOKA B működött tovább.
1973-ban Görögországban újabb katonai puccsot hajtottak végre. 1974. július 15-én a görögországi katonai junta által támogatott ciprusi görög katonatisztek csoportja, a Nemzeti Gárda tagjai, államcsínyt kíséreltek meg az érsek-elnök Makariosz ellen, aki életét mentve, brit segítséggel elmenekült a szigetről. A puccs – fedőnevén Elnök hadművelet vagy Aphrodité hadművelet – célja az enozisz, azaz Ciprusnak Görögországgal való egyesítse volt. A görög katonai diktatúra ezzel akarta elterelni a görög gazdaság súlyos helyzetéről a figyelmet. Níkosz Szampszónt kiáltották ki új elnökül. Július 19-én az eltávolított Makáriosz nyilatkozatot adott ki, amelyben leszögezte: „A görög junta puccsa egy invázió, melynek következményeitől Ciprus egész lakossága szenved, görögök és törökök egyaránt.”[forrás?].
Másnap, július 20-án az 1960-as háromhatalmi egyezményre és a török etnikum védelmére hivatkozva Törökország, Bülent Ecevit miniszterelnök utasításaira, megkezdte az Attila hadműveletet. Törökország 40 000 fős inváziós csapatot tett partra a sziget északi részén és megkezdte annak teljes megszállását. Két nap múlva a török csapatok biztosított folyosót nyitottak- az északi parttól Nicosiáig. Szampszont félreállították és Makáriosz visszatérhetett hivatalába. Július 23-án a görögországi junta is megbukott.

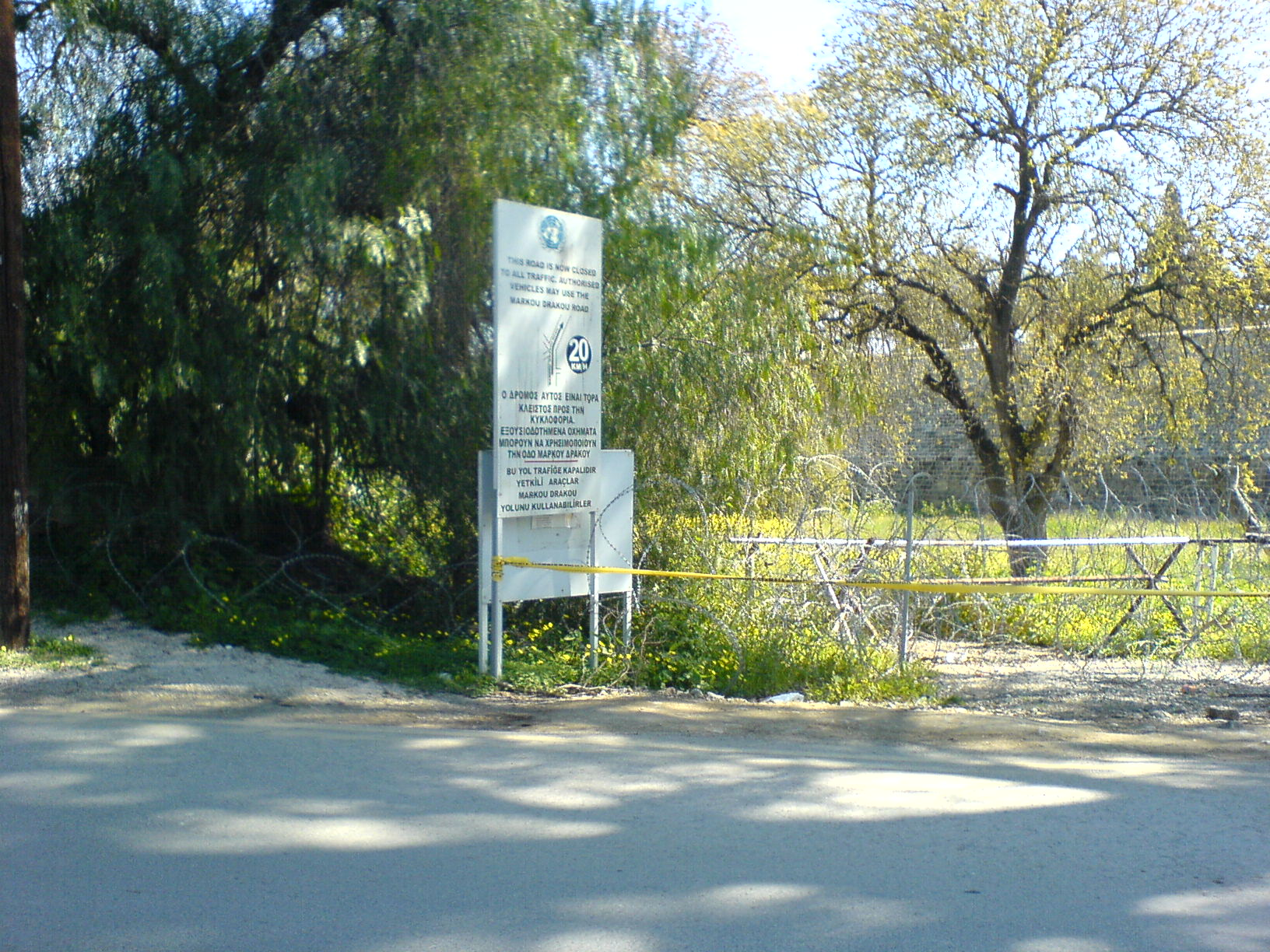
A Zöld Vonal Nicosiában

Eközben Cipruson 200 000 főnyi[forrás?] görög lakosság indult meg a görög fennhatóságú déli területek felé. Augusztus 14-én a Genfben zajló béketárgyalások eredménytelenül félbeszakadtak, majd Görögország – Franciaország 1966. március 10-ei hasonló döntését követve – kivonta csapatait a NATO integrált katonai erőiből. A török csapatok ezt követően folytatták az előrenyomulást, két nap múlva már a sziget területének 37%-át (északi harmadát) birtokolták. A délen lakó török ciprióták többségét (több mint 60 000) az északi területekre telepítették a ciprusi kormány és az ENSZ beleegyezésével[forrás?]. A fővárost, Nicosiát szintén kettéosztották a két felet elválasztó és ENSZ csapatok által ellenőrzött Zöld vonal mentén, ami de facto országhatárrá alakult. A főváros nemzetközi repülőtere ENSZ fennhatóság alá került, légiforgalma megbénult. Az északi területeken 1975-ben a ciprusi törökök egyoldalúan, Rauf Denktaş elnökletével a mai napig fennálló saját, önálló közigazgatást alakítottak ki „Észak-Ciprusi Szövetségi Állam” néven. Az ENSZ-csapatok az elválasztó határvonal középső részét azóta is ellenőrzésük alatt tartják.
Az északi területek függetlenségét 1983. november 13-án Denktaş egyoldalúan kikiáltotta, amit november 15-én Törökország elismert „Észak-Ciprusi Török Köztársaság” néven és diplomáciai kapcsolatot létesített vele, míg a Ciprusi Köztársaságot nem ismeri el és Dél-ciprusi görög ciprióták közigazgatása néven nevezi. Ezzel a lépéssel Törökország ismételten megszegett több ENSZ-határozatot. Az északi „államot” nem ismerte el más ország, az ENSZ-tagállamok bojkottálják az ENSZ Alapokmány 2. cikkének 5. bekezdése alapján.
2003. április 30-án a határvonal több szakaszát megnyitották, amit azóta is több ezer görög és török ciprusi lépett át. Ciprus 2004. évi Európai Unióhoz való csatlakozása előtt Kofi Annan ENSZ-főtitkár vezetésével április 24-én Annan-terv néven rendezési terv született a sziget újraegyesítésére. A terv lehetőséget adott volna az 1974-es török megszállás során bevándorolt illetve ezek leszármazottjaként Cipruson élő törökök jelentős részének, hogy a szigeten maradjon. Ez heves tiltakozást váltott ki a déli, nem megszállt területen élők görög cipriótákból. A népszavazáson a ciprusi törökök az egyesítés mellett, a ciprusi görögök többsége az egyesítés ellen szavazott, így a terv meghiúsult.
2004. május 1-jén a Ciprusi Köztársaság megosztott államként lett az Európai Unió (EU) tagja. Az északi, megszállt területek EU-tagsága a helyzet rendezéséig felfüggesztésre került.
Ciprus 2008. január 1-jén csatlakozott az eurózónához, és bevezették az eurót. Februárban a kettéosztott Nicosia két vezetője (Eleni Mavrou, a görög városrész polgármestere és Cemal Metin Bulutoğluları, a török fél (Lefkoşa) polgármestere – megnyitotta a város 1974 óta átjárhatatlan főutcáját a Ledra utcát. A két fél polgármestere között rendszeres egyeztetés kezdődött.
2011-től kezdve a gazdasági világválság, különösen pedig Görögország adósságválsága fokozottan sújtotta a Ciprusi Köztársaságot, mivel Ciprus aránytalanul nagy bankszektora jelentős mennyiségű görög államkötvényt birtokolt. Az európai gazdasági válság hatására visszaesett az állam másik bevételi forrása, a turizmus is. A válságba került szigetnek előbb Oroszország, majd az Európai Unió nyújtott kölcsönt. Az államcsőd további elkerülése érdekében adott segítségért cserébe az EU kemény megszorításokat és az offshore jellegű pénzügyi rendszer átalakítását követelte. Tovább súlyosbította a helyzetet, hogy 2011. július 11-én az Evangeliosz Florakisz Haditengerészeti Támaszponton felrobbant egy hajórakománnyi, gondatlanul őrzött hadianyag, ami 13 halálos áldozat mellett öt kilométeres körben mindent elpusztított. A robbanás megsemmisítette a modern Vasziliszkosz hőerőművet, ami addig az ország elektromos áramtermelésének 30%-át adta. Azóta a sziget áramellátása nehézségekbe ütközik, az áram ára itt a legmagasabbak az EU-n belül.

## Kultúra
A bronzkorban honosodott meg a szigeten a termékenység istennő kultusza, akit számos névvel illettek – eleinte Kypris, később Aphodite, Paphia, Idalia – ám kultusza végül Aphrodité néven fonódott össze a sziget kultúrájával.
A fejlett bronzkori kézművesség jelei az előkerült, díszített-mázas agyagedények, illetve a korszak végéről (Kr. e. 1150 – 1050) származó arany, ezüst, gyöngy, fajansz, zsírkő és alabástrom tárgyak.

### Vallás
| Vallás             | Százalék |
| ------------------ | -------- |
| ortodox keresztény | 94,8%    |
| római katolikus    | 1,5%     |
| anglikán           | 1,0%     |
| muszlim            | 0,6%     |
| maronita           | 0,6%     |
| örmény katolikus   | 0,3%     |
| egyéb              | 0,9%     |
| nem válaszolt      | 0,1%     |
| ateista            | 0,2%     |

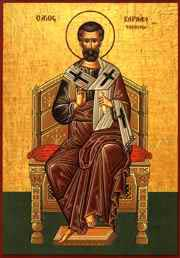
Szent Barnabás

A sziget görög lakossága ortodox keresztény vallású, így ez a sziget legnagyobb felekezete. A ciprusi ortodox egyház az egyik legrégebbi ókeresztény patriarchátus, és a sziget történelme során számos alkalommal fontos politikai szerepe is betöltött. Az oszmán fennhatóság kezdetétől fogva az érsek, a sziget lakosságának politikai vezetője is volt. Ez a szerep megmaradt a brit fennhatóság idejére is: a függetlenségi küzdelem egyik fontos vezetője, III. Makáriosz érsek volt, aki végül a független Ciprusi Köztársaság első elnöke lett.
A török ciprióták hagyományosan muzulmán vallásúak. Az 1974-es megszállást követően túlnyomó többségük északra menekült, így a zöld vonal vallási értelemben is kettéosztja az országot.
Az ókorban a szigeten jelentős zsidó közösség élt, ám a kereszténység terjedésével számos összetűzésre került sor a zsidók és a görögök között, ami a zsidók kitiltásához vezetett. A római uralom után azonban újra zsidó telepesek jelentek meg a szigeten és hetedik századra Famagustában már jelentős zsidó közösség élt. A zsidó közösség többé-kevésbé háborítatlanul élt a Ciprusi Királyság idején, majd a zsidók száma az oszmán uralom idején csökkenni kezdett. A 19. és 20. század folyamán a Palesztinába kivándorolni igyekvő zsidók átmeneti telepeket hoztak létre Cipruson. A második világháború után a britek táborokat hoztak létre a szigeten, ahol a Palesztinába illegálisan bevándorolni szándékozó zsidókat tartották vissza. Izrael állam létrejöttéig 53 000 zsidó élt ezekben a táborokban, akik 1948 után végül bevándorolhattak Izraelbe. Újabb közösség csak 2005-ben jött létre, amelyet kb. 350 zsidó család alkot, akik többnyire Cipruson dolgozó izraeli, brit vagy orosz állampolgárok.
A 2001-es népszámlálási adatok szerint a Ciprusi Köztársaság lakóinak közel 95%-a ortodox keresztény és összesen több mint 98%-a keresztény vallású volt.